# McLaren MP4-29
O McLaren MP4-29 é um modelo da McLaren da temporada de 2014. Condutores: Kevin Magnussen e Jenson Button.
O veículo foi desenhado por Tim Goss e foi apresentado no dia 24 de janeiro de 2014 na sede da McLaren em Woking.
Equipado com o motor Mercedes 1.6L V6 turbo PU106A Híbrido, o carro demonstrou ser competitivo no começo da temporada, no entanto, perdeu um pouco de desempenho na metade do campeonato, coltando a disputar pontos e até pódios no final.

## Resultados[2]
(legenda)
| Ano  | Chassi | Motor                            | Pneus | N° | Pilotos         | 1    | 2   | 3   | 4   | 5   | 6    | 7   | 8   | 9   | 10  | 11  | 12  | 13  | 14  | 15  | 16  | 17  | 18  | 19  | Pontos | Posição |  |
| ---- | ------ | -------------------------------- | ----- | -- | --------------- | ---- | --- | --- | --- | --- | ---- | --- | --- | --- | --- | --- | --- | --- | --- | --- | --- | --- | --- | --- | ------ | ------- |  |
|      |        |                                  |       |    |                 |      |     |     |     |     |      |     |     |     |     |     |     |     |     |     |     |     |     |     |        |         |  |
|      |        |                                  |       |    |                 | AUS} | MAL | BHR | CHN | ESP | MON< | CAN | AUT | GBR | GER | HUN | BEL | ITA | CIN | JAP | RUS | EUA | BRA | UAE |        |         |  |
| 2014 | MP4-29 | Mercedes PU106A V6 Turbo híbrido | P     | 20 | Kevin Magnussen | 2    | 9   | Ret | 13  | 12  | 10   | 9   | 7   | 7   | 9   | 12  | 12  | 10  | 10  | 14  | 5   | 8   | 9   | 11  | 181    | 5º      |  |
| 2014 | MP4-29 | Mercedes PU106A V6 Turbo híbrido | P     | 22 | Jenson Button   | 3    | 6   | 17† | 11  | 11  | 6    | 4   | 11  | 4   | 8   | 10  | 6   | 8   | Ret | 5   | 4   | 12  | 4   | 5   | 181    | 5º      |  |

† Completou mais de 90% da distância da corrida.